# Base des Forces canadiennes Bagotville
Pour les articles homonymes, voir Bagotville.
La Base des Forces canadiennes (BFC) Bagotville est une base des Forces canadiennes située dans la région du Saguenay-Lac-Saint-Jean, au Québec. Elle est sous l'autorité de l'Aviation royale canadienne. La 2e et la 3e Escadre Bagotville sont les principales unités occupant la base,. L'aérodrome de la base est aussi utilisé civilement sous le nom d'aéroport Saguenay-Bagotville (YBG).

## Histoire
La base est créée en juillet 1942 pour entraîner les pilotes de l'Aviation Royale du Canada et protéger les installations d'Alcan et les centrales hydroélectriques de la région durant la Seconde Guerre mondiale. La Première unité d'instruction opérationnelle est créée à la Station Bagotville afin de fournir à la Royal Air Force de nouveaux pilotes dans le cadre du plan d'entrainement aérien du Commonwealth, mis en place en 1939. Elle est fermée le 5 janvier 1945 et les pistes sont mises à la disposition du transport civil à la fin de la guerre.
La base d'entraînement est rouverte le 1er juillet 1951 pour former les escadrons 413 et 414. La formation est effectuée sur des avions De Havilland Vampire et North American F-86 Sabre quelques mois plus tard. Ils rallient la 1re Division aérienne du Canada en Europe le 7 mars 1953.
La base devient en 1954 la base d'attache permanente des escadrons 432 et 440, utilisant les chasseurs Avro CF-100 Canuck. Elle a un rôle important au sein du NORAD pour la défense du territoire nord-américain. En 1957, l'escadron 440 est transféré à Grostenquin en France. L'escadron 413 prend sa place le 1er mai après son rapatriement de Zweibruchen, en Allemagne. En 1961, la base retrouve sa mission d'instruction à la suite de la création de la 3e Unité d'instruction opérationnelle de chasseurs et la dissolution des escadrons 432 et 413,.

## Unités
La BFC Bagotville sert de base à la 2e et à la 3e Escadre Bagotville. Ces escadres sont composées de cinq sous-unités chacune,. 
2e Escadre Bagotville :

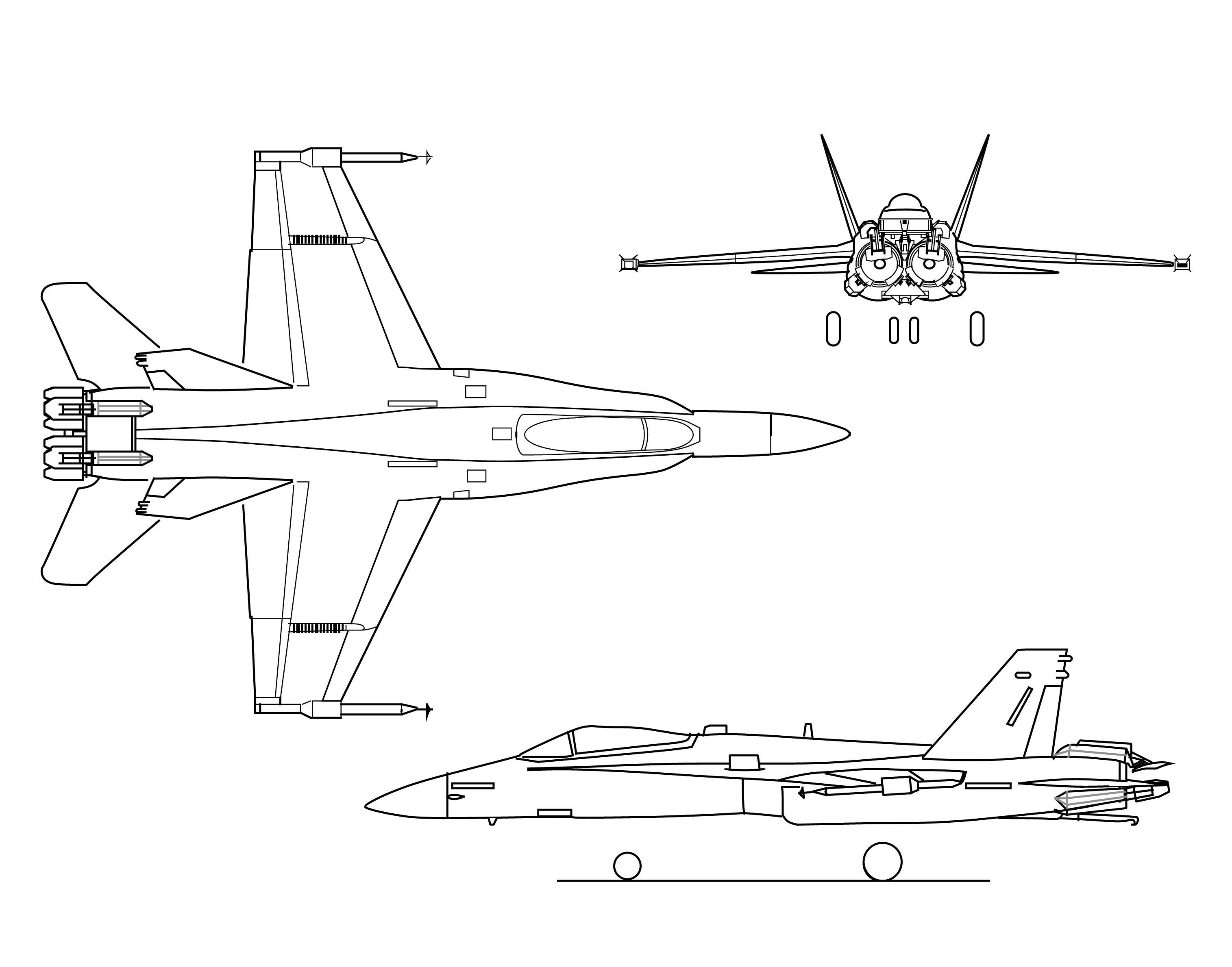
Avions F-18 Hornet de McDonell-Douglas

- 2e Escadron de soutien de mission;
- 2e Escadron d’entraînement expéditionnaire aérien;
- 2e Escadron de soutien aux opérations;
- 2e Escadron d'opérations de soutien aérien;
- 4e Escadron de génie construction;
- 8e Escadron de transmissions et contrôle (Air);
- 14e Escadron de génie construction.

3e Escadre Bagotville : 
- le 425e Escadron d’appui tactique, équipé de 15 appareils CF-18 ;
- le 433e Escadron d’appui tactique, équipé de 15 CF-18 ;
- le 439e Escadron de soutien au combat, équipé de 3 CH-146 ;
- le 12e Escadron de radar;
- le 3e Escadron de soutien de mission.
- le 3e Escadron de soutien aux opérations.

La Base des Forces canadiennes Bagotville reçoit à chaque été le camp d'entrainement des Cadets,.

De 1965 à 1984, des têtes nucléaires, destinées au missile air-air AIR-2 Genie, sont entreposées à Bagotville. Elles sont entretenues par du personnel américain.

L'insigne de la 3e Escadre Bagotville.

## Engagements internationaux
- Rôle de défense aérienne au-sein du NORAD[11],[12]
- Rôle de contingence internationale au-sein de l’OTAN[13],[12]
- Rôle de contingence internationale au-sein de l'ONU[14],[12]

## Investissements
En 2015, le gouvernement annonce de nouveaux investissements de 28 millions de dollars pour la base.
En 2018 des investissements de 300 millions de dollars sont attendus à la base, pour la rénovation des bâtiments, leur mise aux normes, et certains remplacements.

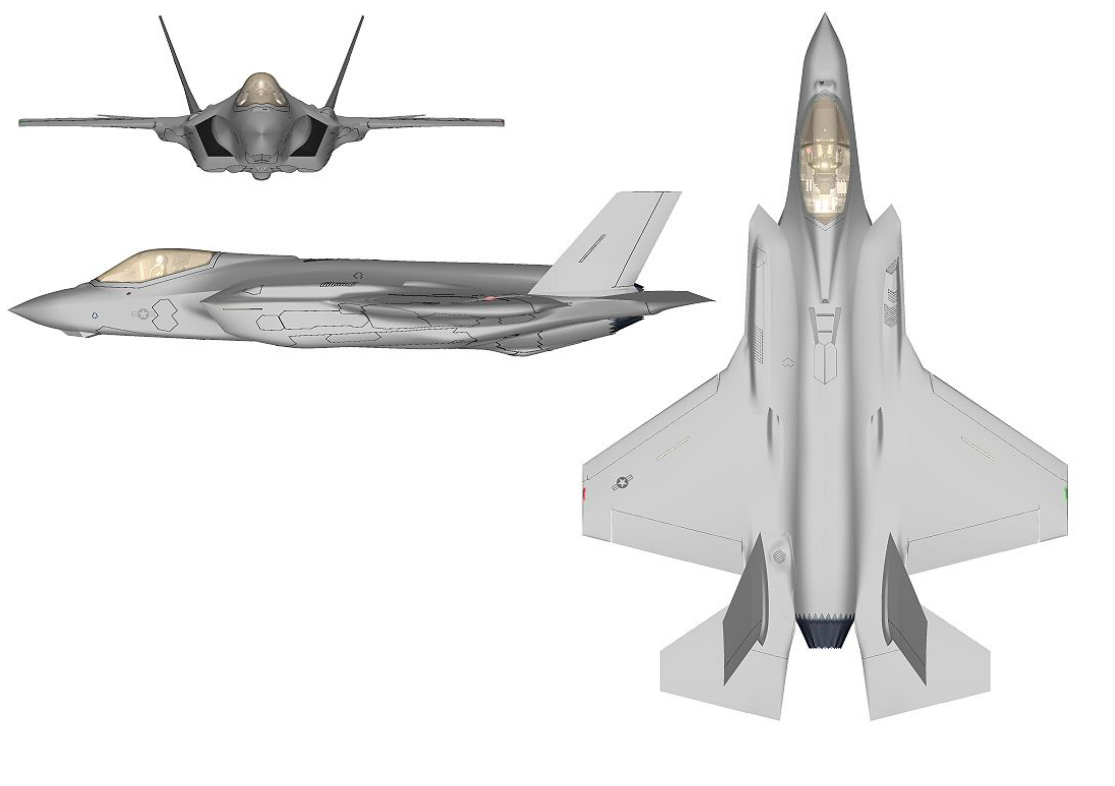
Modèle F-35 de Lockheed Martin

En 2023, un plan d'investissement de 19 milliards de dollars, comprenant l'achat de 88 avions de chasse F-35, le plus important de l’Aviation royale canadienne depuis 30 ans, prévoit «  la construction d’installations modernes pour les escadrons de chasseurs à Bagotville » : un bâtiment principal d'une surface de 12 500 m2 et au coût de construction de 250 M$ ; un bâtiment de 7 400 m2 au cout de 120 M$, prévu dans le cadre de la zone de riposte rapide liée au NORAD ; un édifice pour la 2e Escadre au cout de 131 M$. Environ 36 avions F-35 seront stationnés à la base.

## Faits économiques
- En 2012, une Étude d'impact socio-économique sur la présence de la 3e Escadre de Bagotville dans la région du Saguenay-Lac-St-Jean montre que la 3e Escadre génère des retombées économiques de 139,5 M$ sur le PIB de la RMR de Saguenay et un total de 141,5 M$ sur l'ensemble de l'économie de la région du Saguenay-Lac-St-Jean[20].
- La Base des Forces canadiennes Bagotville est le troisième employeur au Saguenay[21],[22].

## Controverses
- En 2023, une importante contamination au PFAS est révélée, touchant 8 000 personnes à La Baie. Elle est liée à l'utilisation de « mousse extinctrice » par les pompiers de la base à l'entraînement. Le ministère de la Défense nationale confirme sa responsabilité, qu'il connait depuis 2011[23].
- Le remplacement de la flotte par des chasseurs F-35 inquiète : ils sont plus bruyants que les F-18 qu'ils remplacent[24].

## Spectacle aérien international de Bagotville
La base aérienne accueille depuis 1953, une année sur deux, un spectacle aérien connu sous le nom de Spectacle aérien international de Bagotville. S'y produisent divers appareils militaires, notamment ceux de l'Aviation royale canadienne. Le spectacle réunit en moyenne 100 000 personnes.

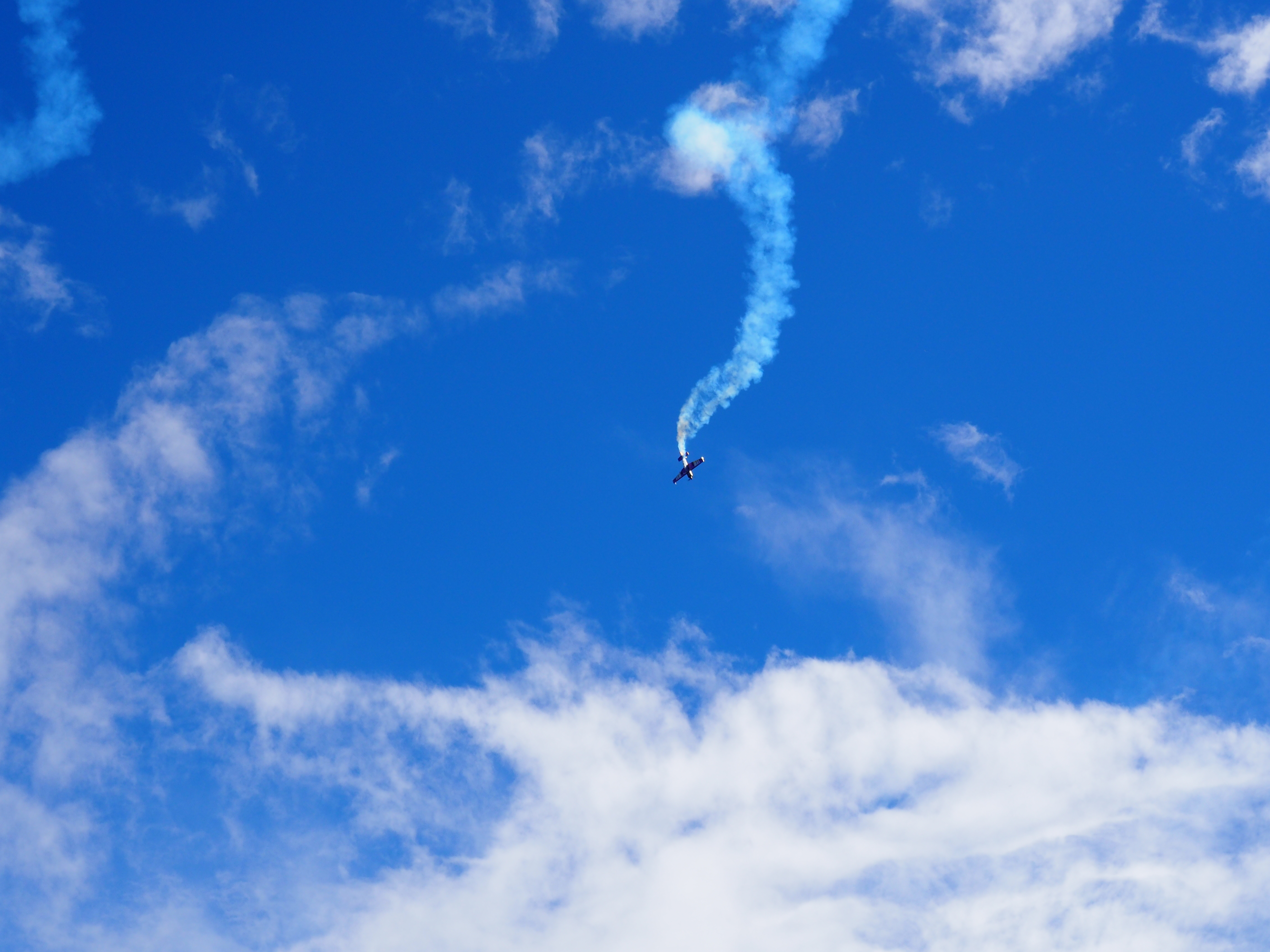
Performance acrobatique au Spectacle aérien international de Bagotville en 2017

## Musée
La base abrite également le Musée de la défense aérienne. Un certain nombre d'avions militaires canadiens et étrangers sont exposés à l'extérieur du bâtiment principal du musée,.

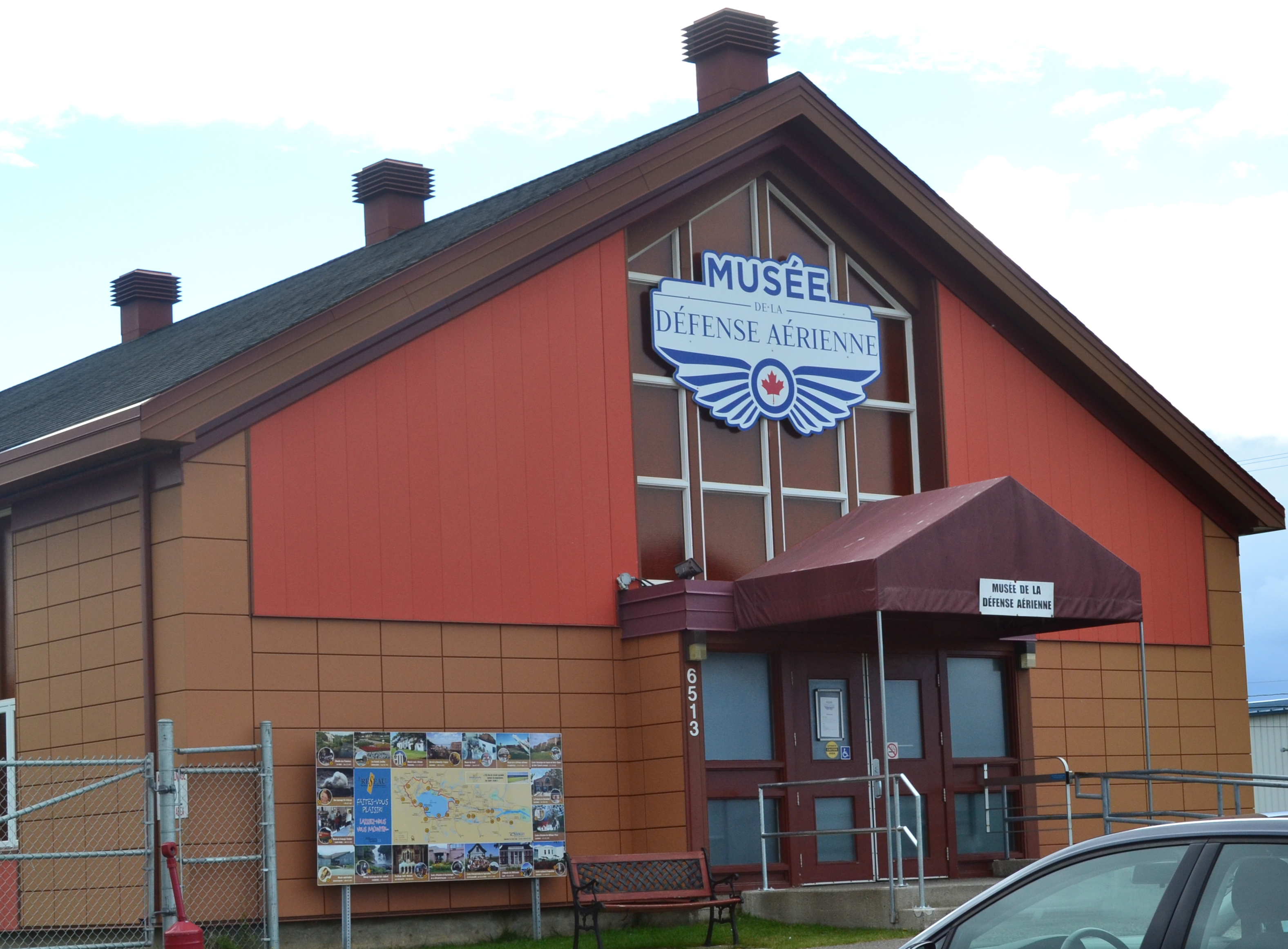
Le Musée de la défense aérienne

## Appareils déployés
| Image | Nom                        | Utilisation           | Service   |
| ----- | -------------------------- | --------------------- | --------- |
|       | Fairey Battle              | entraînement          |           |
|       | North American Harvard     | entraînement          | 1942-1965 |
|       | Westland Lysander          | avion de liaison      |           |
|       | Curtiss Kittyhawk          | chasse                |           |
|       | Hawker Hurricane           | chasse                | 1942-1948 |
|       | De Havilland Vampire       | chasse-bombardement   |           |
|       | Canadair Sabre             | chasse                | 1950-1970 |
|       | CF-100 Canuck              | chasse-interception   | 1951-1981 |
|       | CT-133 Silver Star         | entraînement          | 1953-2002 |
|       | CF-101 Voodoo              | chasse-interception   | 1961-1984 |
|       | CF-116 Freedom Fighter     | chasse multirôle      | 1970-1989 |
|       | CF-188 Hornet              | chasse multirôle      | 1982-     |
|       | CH-118 Huey                | hélicoptère multirôle | 1971-1997 |
|       | CH-146 Griffon             | hélicoptère multirôle |           |
|       | Dassault/Dornier Alpha Jet | entraînement          |           |